# Chiloglanis sp. nov. 'Northern Ewaso Nyiro'
Chiloglanis sp. nov. 'Northern Ewaso Nyiro' là một loài cá in the Mochokidae family. It is đặc hữu to Kenya. Its natural habitat is rivers.